# Elecciones legislativas de Colombia de 1982
Las elecciones legislativas de Colombia de 1982 se realizaron el domingo 14 de marzo de ese año, previamente a los comicios presidenciales del mismo año, por lo que participaron las fuerzas en disputa de ambas elecciones: 
- El Partido Liberal, apoyando en su mayoría la reelección de Alfonso López Michelsen.
- El Partido Conservador, a la cabeza de la coalición "Movimiento Nacional", que respaldaba la candidatura presidencial de Belisario Betancur con el sector mayoritario de la Anapo y el minoritario Partido Demócrata Cristiano.
- El movimiento Nuevo Liberalismo, disidencia formada por el candidato presidencial Luis Carlos Galán, el cual participó dentro de las listas del Partido Liberal.
- Un grupo independiente del Valle del Cauca denominado Movimiento Cívico y liderado por el periodista José Pardo Llada.
- La izquierda presentó diferentes partidos y coaliciones. La más importante fue el Frente Democrático, el cual apoyaba la candidatura presidencial de Gerardo Molina, donde se integraban entre otros Firmes (movimiento de Molina) y la Unión Nacional de Oposición, (encabezada por el Partido Comunista). También concurrieron el Frente por la Unidad del Pueblo (encabezado por el MOIR) y la Unidad Democrática.

Se eligieron los miembros del Senado y la Cámara de Representantes, junto con miembros de Asambleas Departamentales, Consejeros Intendenciales y Concejales Municipales.

## Sistema electoral
De acuerdo con las normas electorales vigentes en 1982; para la Cámara de Representantes, se eligieron 199 escaños. Se asignaron 2 representantes por cada departamento y uno más por cada 50000 habitantes, pudiendo ser reelegidos de manera indefinida. Los escaños asignados, según el decreto 130 de 1982 fueron:
| Escaños | Circunscripciones electorales |
| ------- | --- |
| 26      | Circunscripción Electoral de Antioquia |
| 8       | Circunscripción Electoral del Atlántico |
| 12      | Circunscripción Electoral de Boyacá (Boyacá e Intendencia del Casanare)                                                                               |
| 8       | Circunscripción Electoral de Bolívar |
| 8       | Circunscripción Electoral de Caldas |
| 2       | Circunscripción Electoral de Caquetá (Caquetá y Comisaría del Amazonas)                                                                               |
| 7       | Circunscripción Electoral del Cauca |
| 4       | Circunscripción Electoral del César |
| 7       | Circunscripción Electoral de Córdoba |
| 29      | Circunscripción Electoral de Cundinamarca |
| 3       | Circunscripción Electoral del Chocó |
| 2       | Circunscripción Electoral de La Guajira |
| 5       | Circunscripción Electoral del Huila |
| 6       | Circunscripción Electoral del Magdalena |
| 3       | Circunscripción Electoral del Meta |
| 8       | Circunscripción Electoral de Nariño |
| 6       | Circunscripción Electoral de Norte de Santander |
| 4       | Circunscripción Electoral del Quindío |
| 5       | Circunscripción Electoral de Risaralda |
| 11      | Circunscripción Electoral de Santander |
| 4       | Circunscripción Electoral de Sucre |
| 9       | Circunscripción Electoral del Tolima |
| 18      | Circunscripción Electoral del Valle del Cauca |
| 1       | Circunscripción Electoral de San Andrés y Providencia                                                                                                 |
| 2       | Circunscripción Electoral de Putumayo |
| 1       | Circunscripción Electoral de Arauca, Vichada, Vaupés, Guainía Y Guaviare (Intendencia de Arauca y Comisarias del Vichada, Vaupés, Guainía y Guaviare) |

De acuerdo con las normas electorales vigentes en 1982; para el Senado se eligieron 114 escaños. Se determinaron 2 senadores para cada departamento y uno más por cada 200000 habitantes o fracción mayor de 100000. Los escaños asignados, según el decreto 128 de 1982 fueron:
| Escaños | Circunscripciones electorales                                                                                         |
| ------- | --- |
| 13      | Circunscripción Electoral de Antioquia                                                                                |
| 5       | Circunscripción Electoral del Atlántico                                                                               |
| 6       | Circunscripción Electoral de Boyacá (Boyacá e Intendencia del Casanare)                                               |
| 5       | Circunscripción Electoral de Bolívar (Bolívar e Intendencia de San Andrés y Providencia)                              |
| 5       | Circunscripción Electoral de Caldas                                                                                   |
| 2       | Circunscripción Electoral de Caquetá (Caquetá y Comisaría del Amazonas)                                               |
| 4       | Circunscripción Electoral del Cauca                                                                                   |
| 2       | Circunscripción Electoral del César                                                                                   |
| 4       | Circunscripción Electoral de Córdoba                                                                                  |
| 15      | Circunscripción Electoral de Cundinamarca                                                                             |
| 2       | Circunscripción Electoral del Chocó                                                                                   |
| 2       | Circunscripción Electoral de La Guajira                                                                               |
| 4       | Circunscripción Electoral del Huila                                                                                   |
| 4       | Circunscripción Electoral del Magdalena                                                                               |
| 2       | Circunscripción Electoral del Meta (Meta, Intendencia de Arauca y Comisarias del Vichada, Vaupés, Guainía y Guaviare) |
| 5       | Circunscripción Electoral de Nariño (Nariño e Intendencia del Putumayo)                                               |
| 4       | Circunscripción Electoral de Norte de Santander                                                                       |
| 3       | Circunscripción Electoral del Quindío                                                                                 |
| 3       | Circunscripción Electoral de Risaralda                                                                                |
| 6       | Circunscripción Electoral de Santander                                                                                |
| 3       | Circunscripción Electoral de Sucre                                                                                    |
| 5       | Circunscripción Electoral del Tolima                                                                                  |
| 10      | Circunscripción Electoral del Valle del Cauca                                                                         |

## Resultados
Los escaños del Congreso se distribuyeron de la siguiente forma:

### Senado
| Partido                         | Votos      | %    | Escaños | +/– |
| ------------------------------- | ---------- | ---- | ------- | --- |
| Partido Liberal Colombiano      | 2,582,116  | 46.4 | 55      | –7  |
| Partido Conservador Colombiano  | 2,252,601  | 40.3 | 49      | 0   |
| Nuevo Liberalismo               | 567,600    | 10.2 | 8       | +8  |
| Frente Democrático              | 75,615     | 1.3  | 1       | +1  |
| Movimiento Cívico               | 24,890     | 0.4  | 1       | +1  |
| Frente por la Unidad del Pueblo | 18,741     | 0.3  | 0       | 0   |
| Movimiento Democrático Liberal  | 17,427     | 0.3  | 0       | -   |
| Unidad Democrática              | 10,978     | 0.2  | 0       | -   |
| Otros                           | 17,230     | 0.3  | 0       | –   |
| Votos en blanco y nulos         | 12,159     | –    | –       | –   |
| Total                           | 5,579,357  | 100  | 114     | +2  |
| Censo electoral                 | 13,721,607 | 40.7 | –       | –   |

### Senadores electos
| Senador Electo                      | Circunscripción    | Partido o movimiento           | Votos   |
| ----------------------------------- | ------------------ | ------------------------------ | ------- |
| Bernardo de Jesús Guerra Serna      | Antioquia          | Partido Liberal Colombiano     | 178.208 |
| Jorge Enrique Valencia Jaramillo    | Antioquia          | Partido Liberal Colombiano     |         |
| Víctor Manuel Cárdenas Jaramillo    | Antioquia          | Partido Liberal Colombiano     |         |
| María Victoria Maya Maya            | Antioquia          | Partido Liberal Colombiano     |         |
| Guillermo Vélez Urreta              | Antioquia          | Partido Conservador Colombiano | 50.293  |
| Javier Emilio Valderrama Agudelo    | Antioquia          | Partido Conservador Colombiano | 46.661  |
| Álvaro Julián Villegas Moreno       | Antioquia          | Partido Conservador Colombiano | 46.197  |
| Ignacio Vélez Escobar               | Antioquia          | Partido Conservador Colombiano | 36.962  |
| Federico Estrada Vélez              | Antioquia          | Partido Liberal Colombiano     | 33.261  |
| José Alfonso González López         | Antioquia          | Partido Conservador Colombiano | 32.105  |
| Mario Giraldo Henao                 | Antioquia          | Partido Conservador Colombiano | 31.574  |
| Hernan Echeverri Coronado           | Antioquia          | Partido Conservador Colombiano | 30.391  |
| Joaquín William Jaramillo Vélez     | Antioquia          | Partido Liberal Colombiano     | 26.300  |
| José Antonio Name Terán             | Atlántico          | Partido Liberal Colombiano     | 89.904  |
| Roberto Víctor Gerlein Echeverría   | Atlántico          | Partido Conservador Colombiano | 54.618  |
| Juan José Slebi Slebi               | Atlántico          | Partido Liberal Colombiano     | 52.006  |
| Pedro Martín-Leyes Hernández        | Atlántico          | Partido Liberal Colombiano     | 44.202  |
| Abel Francisco Carbonell Vergara    | Atlántico          | Partido Conservador Colombiano | 34.665  |
| Raimundo Emiliani Roman             | Bolívar            | Partido Conservador Colombiano | 41.695  |
| Marun Gossain Jattin                | Bolívar            | Partido Liberal Colombiano     | 39.900  |
| Rodrigo Barraza Salcedo             | Bolívar            | Partido Conservador Colombiano | 36.904  |
| Juan José García Romero             | Bolívar            | Partido Liberal Colombiano     | 30.366  |
| Miguel Joaquín Faciolince López     | Bolívar            | Partido Liberal Colombiano     | 25.023  |
| Humberto Ávila Mora                 | Boyacá             | Partido Conservador Colombiano | 45.581  |
| Zamir Eduardo Silva Amin            | Boyacá             | Partido Liberal Colombiano     | 43.264  |
| Jaime Castro Castro                 | Boyacá             | Partido Liberal Colombiano     | 39.108  |
| Gregorio Becerra Becerra            | Boyacá             | Partido Liberal Colombiano     | 37.159  |
| Guillermo Torres Barrera            | Boyacá             | Partido Conservador Colombiano | 30.407  |
| Napoleón Peralta Barrera            | Boyacá             | Partido Conservador Colombiano | 30.100  |
| Víctor Hernán Barco López           | Caldas             | Partido Liberal Colombiano     | 59.072  |
| Rodrigo Marín Bernal                | Caldas             | Partido Conservador Colombiano | 52.760  |
| Luis Guillermo Giraldo Hurtado      | Caldas             | Partido Liberal Colombiano     | 43.362  |
| Omar Yepes Alzate                   | Caldas             | Partido Conservador Colombiano | 41.942  |
| Dilia Estrada de Gómez              | Caldas             | Partido Conservador Colombiano | 23.075  |
| Luis Hernando Turbay Turbay         | Caquetá            | Partido Liberal Colombiano     | 13.313  |
| Omar Hernando Ortega Rojas          | Caquetá            | Partido Conservador Colombiano | 8.904   |
| Víctor Manuel Mosquera Chaux        | Cauca              | Partido Liberal Colombiano     | 91.041  |
| Humberto Peláez Gutierrez           | Cauca              | Partido Liberal Colombiano     |         |
| Ignacio Valencia López              | Cauca              | Partido Conservador Colombiano | 59.088  |
| Edgar Marino Orozco Agredo          | Cauca              | Partido Conservador Colombiano |         |
| Alfonso Araújo Cotes                | Cesar              | Partido Liberal Colombiano     | 31.615  |
| José Guillermo Castro Castro        | Cesar              | Partido Liberal Colombiano     | 23.816  |
| Edmundo López Gómez                 | Córdoba            | Partido Liberal Colombiano     | 67.126  |
| Germán Bula Castro                  | Córdoba            | Partido Liberal Colombiano     | 40.612  |
| Miguel Escobar Méndez               | Córdoba            | Partido Conservador Colombiano | 39.591  |
| Francisco Mercado Villadiego        | Córdoba            | Partido Conservador Colombiano | 29.697  |
| Luis Carlos Galán Sarmiento         | Cundinamarca       | Nuevo Liberalismo              | 252.823 |
| Enrique Pardo Parra                 | Cundinamarca       | Nuevo Liberalismo              |         |
| Fabio Lozano Simonelli              | Cundinamarca       | Nuevo Liberalismo              |         |
| Fernando Sanz Manrique              | Cundinamarca       | Nuevo Liberalismo              |         |
| Emilio Urrea Delgado                | Cundinamarca       | Nuevo Liberalismo              |         |
| Augusto Espinosa Valderrama         | Cundinamarca       | Partido Liberal Colombiano     | 76.450  |
| Efraín Paez Espitia                 | Cundinamarca       | Partido Liberal Colombiano     | 57.836  |
| Diego Uribe Vargas                  | Cundinamarca       | Partido Liberal Colombiano     | 55.756  |
| Álvaro Gómez Hurtado                | Cundinamarca       | Partido Conservador Colombiano | 213.063 |
| Álvaro Leyva Durán                  | Cundinamarca       | Partido Conservador Colombiano |         |
| Miguel Santamaría Dávila            | Cundinamarca       | Partido Conservador Colombiano |         |
| Jaime Arias Ramírez                 | Cundinamarca       | Partido Conservador Colombiano |         |
| Bertha Hernández de Ospina          | Cundinamarca       | Partido Conservador Colombiano | 66.025  |
| Fernando Sanclemente Molina         | Cundinamarca       | Partido Conservador Colombiano | 35.498  |
| Gerardo Molina Ramírez              | Cundinamarca       | Frente Democrático             | 34.784  |
| Jorge Tadeo Lozano Osorio           | Chocó              | Partido Liberal Colombiano     | 18.223  |
| Aureliano Perea Aluma               | Chocó              | Partido Liberal Colombiano     | 16.489  |
| Guillermo Plazas Alcid              | Huila              | Partido Liberal Colombiano     | 43.081  |
| Hector Polonia Sánchez              | Huila              | Partido Conservador Colombiano | 23.414  |
| Rodrigo Lara Bonilla                | Huila              | Nuevo Liberalismo              | 22.971  |
| David Rojas Castro                  | Huila              | Partido Conservador Colombiano | 22.736  |
| Nellit Narciso Abuchaibe Abuchaibe  | La Guajira         | Partido Liberal Colombiano     | 27.587  |
| Eduardo Abuchaibe Ochoa             | La Guajira         | Partido Liberal Colombiano     | 19.279  |
| Edgardo Plutarco Vives Campo        | Magdalena          | Partido Liberal Colombiano     | 39.382  |
| José Ignacio Diaz-granados Alzamora | Magdalena          | Partido Liberal Colombiano     | 34.443  |
| José Ignacio Vives Echevarria       | Magdalena          | Partido Liberal Colombiano     | 22.992  |
| Hugo Escobar Sierra                 | Magdalena          | Partido Conservador Colombiano | 28.582  |
| Alfonso Ortiz Bautista              | Meta               | Partido Liberal Colombiano     | 27.948  |
| Alfonso Latorre Gómez               | Meta               | Partido Liberal Colombiano     | 25.096  |
| Laureano Alberto Arellano Rodríguez | Nariño             | Partido Liberal Colombiano     | 43.915  |
| Arcesio Sánchez Ojeda               | Nariño             | Partido Liberal Colombiano     | 39.980  |
| Rogerio Bolaños de Bautista         | Nariño             | Partido Conservador Colombiano | 36.049  |
| Eduardo del Hierro Santacruz        | Nariño             | Partido Conservador Colombiano | 32.837  |
| José María Velasco Guerrero         | Nariño             | Partido Conservador Colombiano | 28.238  |
| Félix Salcedo Baldión               | Norte de Santander | Partido Liberal Colombiano     | 43.114  |
| Argelino Durán Quintero             | Norte de Santander | Partido Conservador Colombiano | 33.783  |
| Lucio Pabón Nuñez                   | Norte de Santander | Partido Conservador Colombiano | 32.448  |
| Gustavo Sánchez Chacón              | Norte de Santander | Partido Conservador Colombiano | 31.652  |
| Ancizar López López                 | Quindío            | Partido Liberal Colombiano     | 26.875  |
| Silvio Ceballos Restrepo            | Quindío            | Partido Conservador Colombiano | 19.740  |
| Samuel Grisales Grisales            | Quindío            | Partido Liberal Colombiano     | 17.159  |
| Oscar Vélez Marulanda               | Risaralda          | Partido Liberal Colombiano     | 40.113  |
| Emiliano Isaza Henao                | Risaralda          | Partido Conservador Colombiano | 33.244  |
| José Jaramillo Botero               | Risaralda          | Partido Conservador Colombiano | 24.348  |
| Alfonso Gómez Gómez                 | Santander          | Partido Liberal Colombiano     | 51.164  |
| Jaime García Parra                  | Santander          | Partido Conservador Colombiano | 46.536  |
| José Manuel Arias Garrizosa         | Santander          | Partido Liberal Colombiano     | 41.755  |
| Ernesto Suarez Rueda                | Santander          | Partido Liberal Colombiano     | 41.059  |
| Ciro Emilio López Mendoza           | Santander          | Partido Conservador Colombiano | 34.633  |
| José Eduardo Mestre Sarmiento       | Santander          | Partido Liberal Colombiano     | 33.574  |
| Gustavo Antonio Dajer Chadid        | Sucre              | Partido Liberal Colombiano     | 57.007  |
| José Guerra Tulena                  | Sucre              | Partido Liberal Colombiano     | 32.124  |
| Carlos Eduardo Martínez Simahan     | Sucre              | Partido Conservador Colombiano | 31.032  |
| Alberto Rafael Santofimio Botero    | Tolima             | Partido Liberal Colombiano     | 103.285 |
| Juan Tole Lis                       | Tolima             | Partido Liberal Colombiano     |         |
| Guillermo Angulo Gómez              | Tolima             | Partido Conservador Colombiano | 47.205  |
| Juan Lozano Sánchez                 | Tolima             | Partido Liberal Colombiano     | 34.601  |
| Lino Jaime Pava Navarro             | Tolima             | Partido Conservador Colombiano | 32.464  |
| Rodrigo Hernán Lloreda Caicedo      | Valle del Cauca    | Partido Conservador Colombiano | 236.194 |
| Carlos Holguin Sardi                | Valle del Cauca    | Partido Conservador Colombiano |         |
| Aldemar Gómez Aristizabal           | Valle del Cauca    | Partido Conservador Colombiano |         |
| Nacianceno Orozco Gallego           | Valle del Cauca    | Partido Conservador Colombiano |         |
| Gustavo Balcazar Monzón             | Valle del Cauca    | Partido Liberal Colombiano     | 129.178 |
| José Fernando Botero Ochoa          | Valle del Cauca    | Partido Liberal Colombiano     |         |

### Cámara de Representantes
| Partido                         | Votos      | %    | Escaños | +/– |
| ------------------------------- | ---------- | ---- | ------- | --- |
| Partido Liberal Colombiano      | 2,560,352  | 45.9 | 104     | –7  |
| Partido Conservador Colombiano  | 2,248,796  | 40.3 | 82      | –1  |
| Nuevo Liberalismo               | 581,074    | 10.4 | 11      | +11 |
| Frente Democrático              | 83,838     | 1.5  | 1       | +1  |
| Movimiento Cívico               | 25,888     | 0.5  | 1       | +1  |
| Frente por la Unidad del Pueblo | 21,081     | 0.4  | 0       | –1  |
| Movimiento Democrático Liberal  | 17,609     | 0.3  | 0       | -   |
| Unidad Democrática              | 11,460     | 0.2  | 0       | -   |
| Mov. Democrático de Izquierda   | 4,169      | 0.1  | 0       | -   |
| Otros                           | 19,202     | 0.3  | 0       | –   |
| Votos en blanco y nulos         | 10,568     | –    | –       | –   |
| Total                           | 5,584,037  | 100  | 199     | 0   |
| Censo electoral                 | 13,721,607 | 40.7 | –       | –   |

### Representantes electos
| Representante Electo             | Circunscripción | Partido o movimiento           | Votos |
| -------------------------------- | --------------- | ------------------------------ | ----- |
| Jaime de Jesús Henríquez Gallo   | Antioquia       | Partido Liberal Colombiano     | -     |
| Bernardo de Jesús Ruiz Velasquez | Antioquia       | Partido Liberal Colombiano     |       |
| Cesar Augusto Pérez García       | Antioquia       | Partido Liberal Colombiano     |       |
| Bernardo Ángel Vélez             | Antioquia       | Partido Liberal Colombiano     |       |
| Carlos Mauro Hoyos Jiménez       | Antioquia       | Partido Liberal Colombiano     |       |
| Humberto de Jesús Gómez Molina   | Antioquia       | Partido Liberal Colombiano     |       |
| Rene de Jeús Meza Arango         | Antioquia       | Partido Liberal Colombiano     |       |
| Orlando Vasquez Velasquez        | Antioquia       | Partido Liberal Colombiano     | -     |
| León Arango Paucar               | Antioquia       | Partido Liberal Colombiano     | -     |
| Silvio de Jesús Mejía Duque      | Antioquia       | Partido Liberal Colombiano     | -     |
| John Gómez Restrepo              | Antioquia       | Partido Liberal Colombiano     | -     |
| Jairo Ortega Ramírez             | Antioquia       | Partido Liberal Colombiano     | -     |
| Rodrigo Pineda Gutierrez         | Antioquia       | Partido Conservador Colombiano | -     |
| Gustavo Duque Ramírez            | Antioquia       | Partido Conservador Colombiano | -     |
| Osman Ramírez Zuluaga            | Antioquia       | Partido Conservador Colombiano | -     |
| Carlos Villa Navarro             | Antioquia       | Partido Conservador Colombiano | -     |
| Fernando Ospina Hernández        | Antioquia       | Partido Conservador Colombiano | -     |
| Roberto Hoyos Castaño            | Antioquia       | Partido Conservador Colombiano | -     |